# Guillaume de Grandpuy
Guillaume de Grandpuy, né en Île-de-France et  mort   le  31 mai 1260, est un prélat français   du XIIIe siècle.

## Biographie
Guillaume est trésorier de l'église de Sens puis évêque de Nevers à partir de 1254. Il restitue en 1255 à l'abbaye de Saint-Germain d'Auxerre le château et la terre de Saincaize que les seigneurs de Grand-Puits, ses ancêtres, avaient usurpée.